# Alfabeto

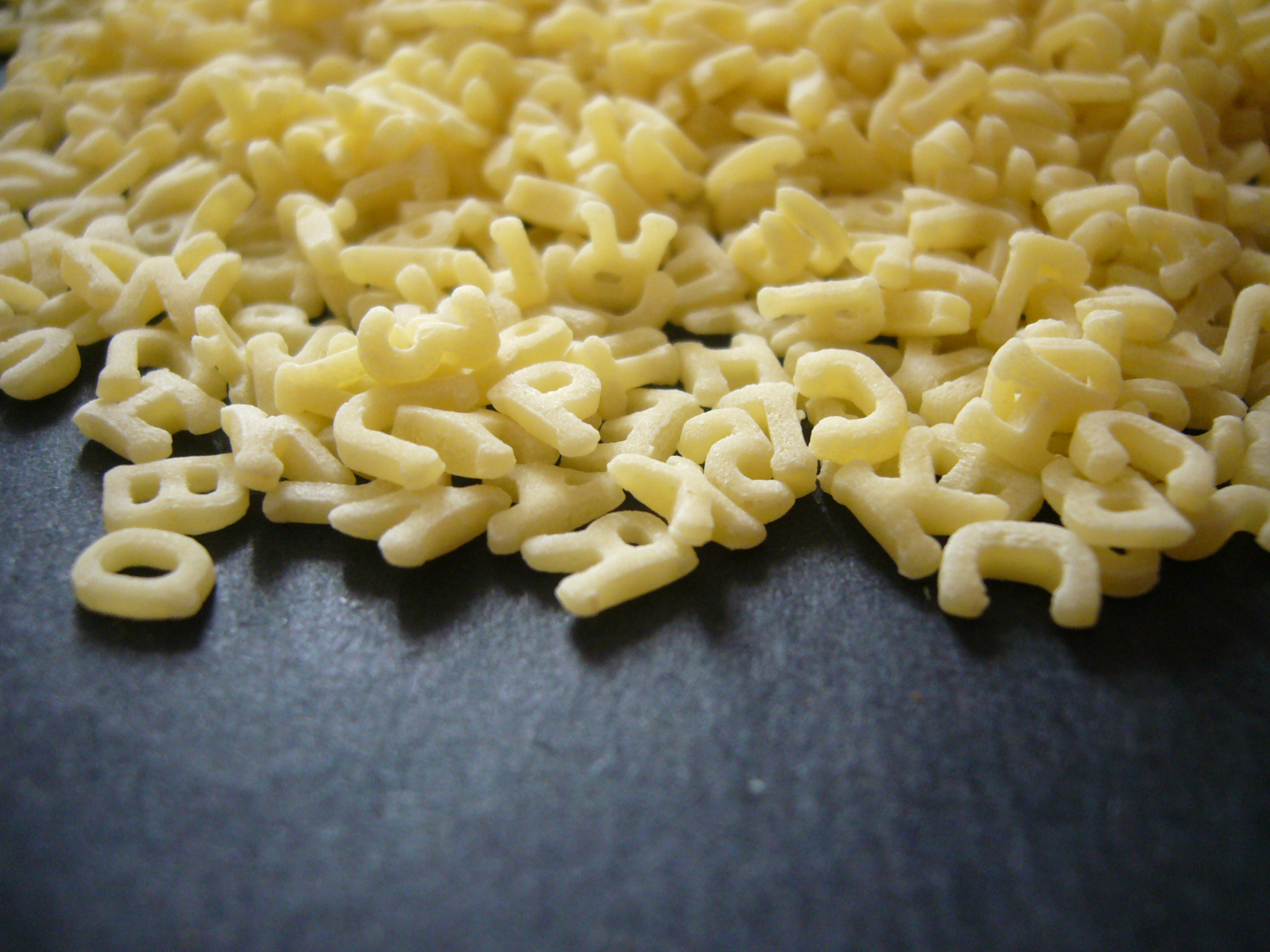
makaron alfabeto

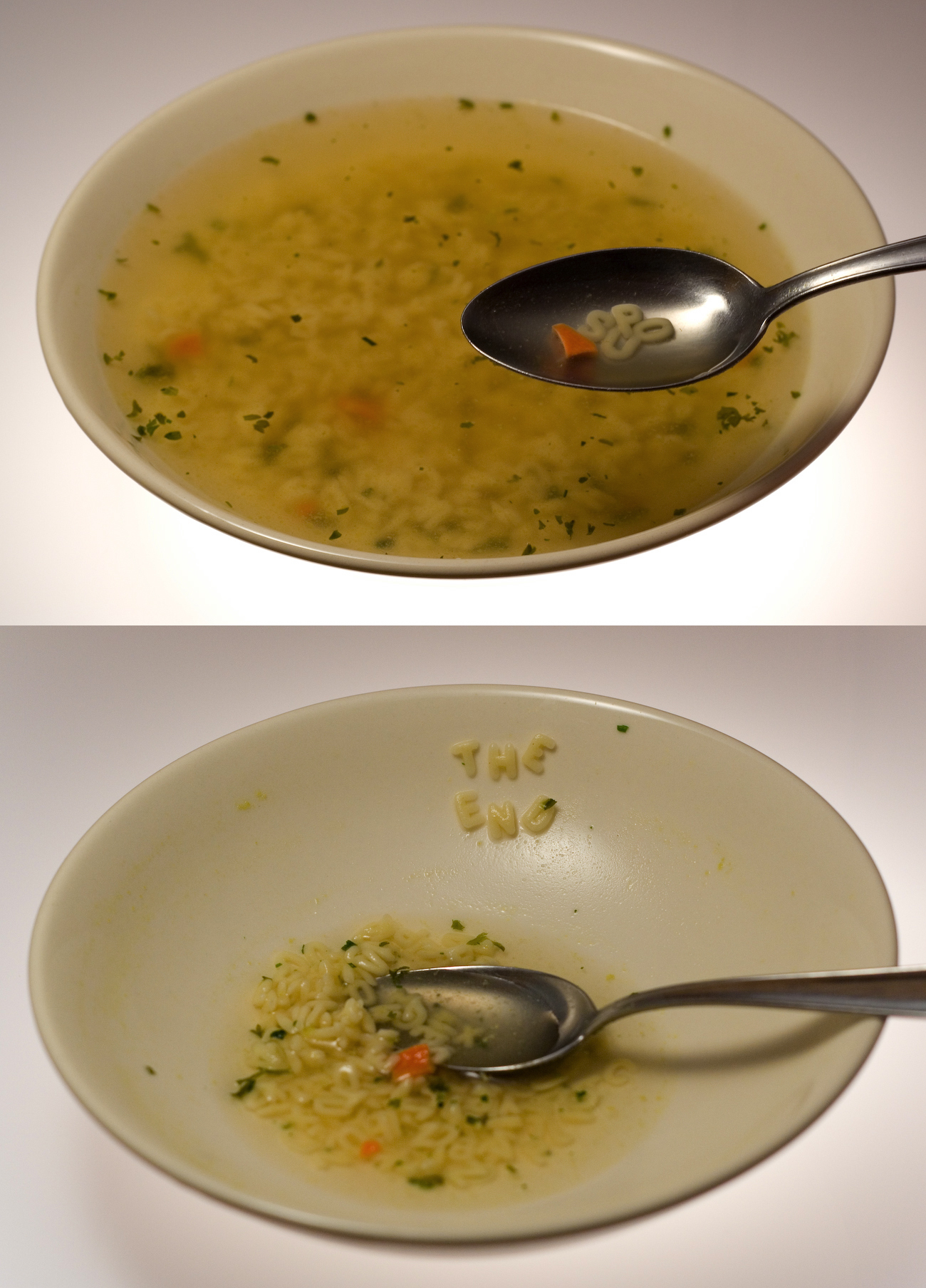
Makaron alfabeto w rosole

Alfabeto – rodzaj włoskiego makaronu, popularnego zwłaszcza w daniach przyrządzanych dla dzieci.
Makaron ma formę wyciętych liter alfabetu i używa się go w zasadzie tylko jako dodatek do zup, a nie jako samodzielne danie. Jest przykładem dania edukacyjnego. Często sprzedawane jest jako dodatek do dań gotowych, np. zup w puszkach (m.in. Campbella).